# Peliococcus
Peliococcus är ett släkte av insekter som beskrevs av Borchsenius 1948. Peliococcus ingår i familjen ullsköldlöss.

## Dottertaxa tillPeliococcus, i alfabetisk ordning[1][2]
- Peliococcus albertaccius
- Peliococcus balteatus
- Peliococcus bantu
- Peliococcus calluneti
- Peliococcus chersonensis
- Peliococcus courzius
- Peliococcus cycliger
- Peliococcus daganiae
- Peliococcus deserticola
- Peliococcus flaveolus
- Peliococcus glandulifer
- Peliococcus globulariae
- Peliococcus grassianus
- Peliococcus kimmericus
- Peliococcus latitubulatus
- Peliococcus lavandulae
- Peliococcus loculatus
- Peliococcus locustus
- Peliococcus lycicola
- Peliococcus manifectus
- Peliococcus montanus
- Peliococcus multispinus
- Peliococcus multitubulatus
- Peliococcus ocanae
- Peliococcus orientalis
- Peliococcus orophilus
- Peliococcus phyllobius
- Peliococcus plurimus
- Peliococcus proeminens
- Peliococcus rosae
- Peliococcus sablius
- Peliococcus salviae
- Peliococcus schmuttereri
- Peliococcus serratus
- Peliococcus slavonicus
- Peliococcus stellarocheae
- Peliococcus subcorticicola
- Peliococcus talhouki
- Peliococcus trispinosus
- Peliococcus tritubulatus
- Peliococcus turanicus
- Peliococcus unitubulatus
- Peliococcus vivarensis
- Peliococcus zillae